# National Challenge Cup de 1972
A National Challenge Cup de 1972 foi a 59ª temporada da competição futebolística mais antiga dos Estados Unidos. New York Hota Bavarian Soccer Club entra na competição defendendo o título.
O campeão da competição foi o New York Cosmos conquistando seu primeiro título, e o vice campeão foi o San Pedro Yugoslavs.

## Participantes
| Entram na Primeira Fase |
| - Baltimore Dnipro - Big Four Chevrolet SC - Concordia - Condor Hungarians - Dalmatinac SC - Denver Kickers - Elizabeth SC - German Hungarian - Milwaukee Bavarian SC - New York Hota Bavarian SC - New York Cosmos - Olympia Vikings - Peabody Academica - Philadelphia United German-Hungarians - San Pedro Yugoslavs - Ukrainian Lions |

## Premiação
| National Challenge Cup de 1972      |
| ----------------------------------- |
| New York Cosmos Campeão (1º título) |